# 대전중앙중학교
대전중앙중학교(大田中央中學校)는 대한민국 대전광역시 중구 중촌동에 있는 사립 중학교이다.

## 학교 연혁
- 1948년 4월 1일 : 대전시 선화동 98번지에 대전 고등공민학교 설립, 초대 교장에 성주련 박사 취임
- 1955년 1월 14일 : 재단법인 창성학원 설립인가
- 1955년 1월 14일 : 초대 이사장에 성주련 박사 취임
- 1956년 2월 23일 : 남대전중학교 설립인가(문보 제124호)
- 1956년 2월 23일 : 초대(설립자) 성주련 교장 취임
- 1960년 12월 30일 : 대전중앙중학교 교명변경
- 1967년 3월 6일 : 대전광역시 중구 중촌동 13-1(현 교사로 이전)
- 2015년 3월 2일 : 학급 감축(9학급)
- 2020년 4월 3일 : 제21대 교장 정천복 취임
- 2021년 5월 26일 : 제26대 이사장 임정섭 박사 취임
- 2024년 1월 9일 : 제70회 졸업(졸업생 수 총 18,949명)

## 참고 자료
- 대전중앙중학교 - 한국교육학술정보원 학교알리미